# Ocyptamus idanus
Ocyptamus idanus är en tvåvingeart som först beskrevs av Charles Howard Curran 1941.  Ocyptamus idanus ingår i släktet Ocyptamus och familjen blomflugor.
Artens utbredningsområde är Peru. Inga underarter finns listade i Catalogue of Life.